# Condado de Lake (Minnesota)
El condado de Lake (en inglés: Lake County, Minnesota), fundado en 1856, es uno de los 87 condados del estado estadounidense de Minnesota. En el año 2000 tenía una población de 11.058 habitantes con una densidad poblacional de 2 personas por km². La sede del condado es Two Harbors.

## Geografía
Según la Oficina del Censo, el condado tiene un área total de 7746 km² (2990,7 mi²), de la cual 5437 km² (2099,2 mi²) es tierra y 2309 km² (891,5 mi²) es agua.

### Condados adyacentes
- Distrito Rainy River, Ontario norte
- Condado de Cook este
- Condado de Ashland sureste
- Condado de Bayfield sur
- Condado de Douglas sur
- Condado de St. Louis oeste

## Demografía
En el 2000 la renta per cápita promedia del condado era de $40,402, y el ingreso promedio para una familia era de $46,980. El ingreso per cápita para el condado era de $19,761. En 2000 los hombres tenían un ingreso per cápita de $39,719 frente a los $26,500 que percibían las mujeres. Alrededor del 7.40% de la población estaba bajo el umbral de pobreza nacional.
| 1940  | 1950  | 1960   | 1970   | 1980   | 1990   | 2000   | 2010   |
| 6.956 | 7.781 | 13.702 | 13.351 | 13.043 | 10.415 | 11.058 | 10.866 |

## Localidades

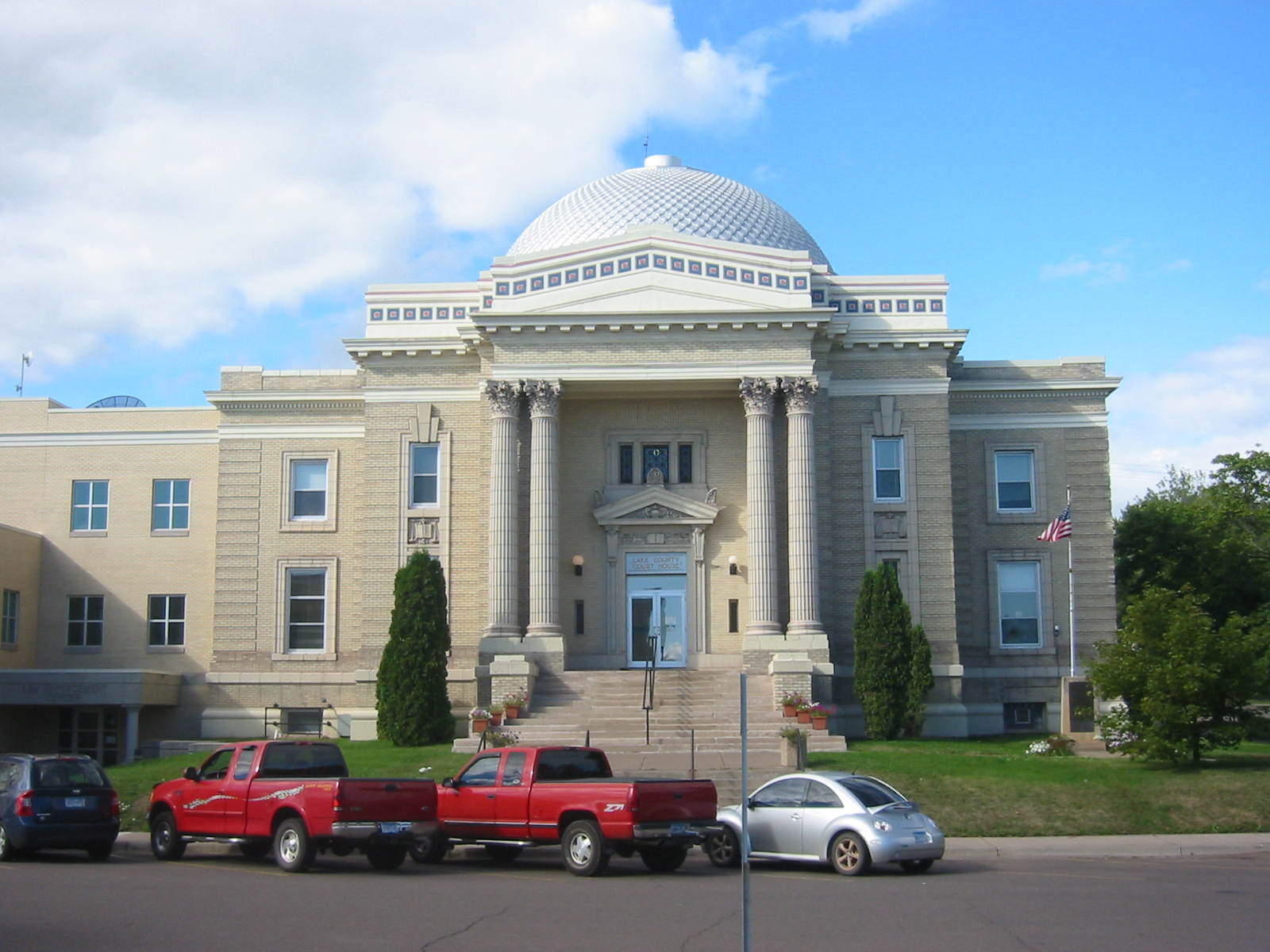
Lago Corte del Condado del Sherif y de Residencia en Dos Puertos, Minnesota

### Ciudades
- Beaver Bay
- Silver Bay
- Two Harbors

### Municipios
- Municipio de Beaver Bay
- Municipio de Crystal Bay
- Municipio de Fall Lake
- Municipio de Silver Creek
- Municipio de Stony River

### Lugares designados por el censo
- Finland

### Territorios no organizados
- Lake n.º 1
- Lake n.º 2
- Castle Danger
- East Beaver Bay
- Illgen City
- Isabella
- Knife River
- Larsmont
- Lax Lake
- Little Marais
- Murphy City

### Principales carreteras
- Ruta estatal de Minnesota 1
- Ruta estatal de Minnesota 61
- Ruta estatal de Minnesota 169